# Fabrice Luchini

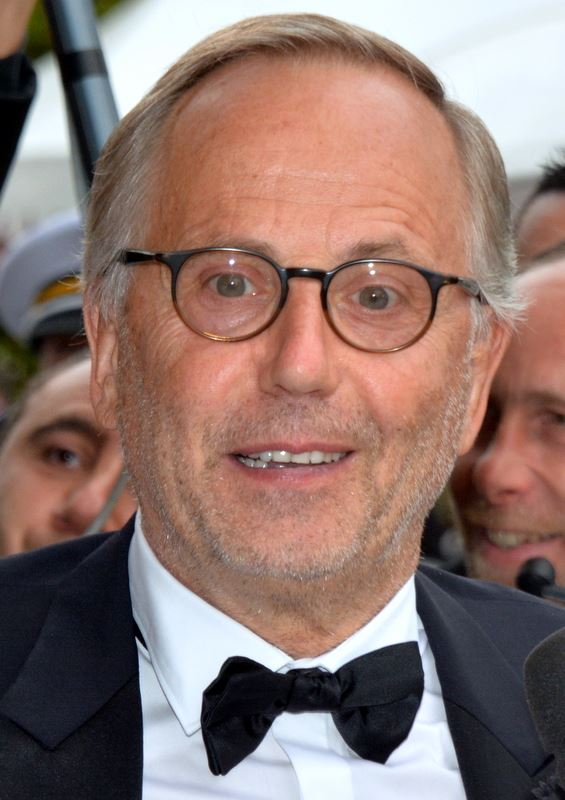
Fabrice Luchini (2016)

Fabrice Luchini (* 1. November 1951 in Paris; eigentlich Robert Luchini) ist ein französischer Theater- und Filmschauspieler.

## Leben
Luchini wurde 1951 als Sohn von Hélène Raulhac und Adelmo Luchini, einem Obst- und Gemüsehändler italienischer Herkunft, geboren und wuchs zusammen mit zwei Brüdern, Alain und Michel, im Pariser Stadtteil Goutte d’Or auf. Im Alter von 13 Jahren brach er die Schule ab, worauf ihn seine Mutter als Lehrling in einem Friseursalon in der Avenue Matignon unterbrachte. Dort änderte er auf Wunsch seines Arbeitgebers seinen eigentlichen Vornamen Robert in Fabrice um. Trotz seines frühen Schulabbruchs entwickelte er eine Vorliebe für französische Literatur und las eifrig Werke von Autoren wie Balzac, Flaubert und Proust. In den späten 1960er Jahren lernte er in einem Club den Regisseur Philippe Labro kennen, der ihm eine Rolle in seinem Film Tout peut arriver (1969) anbot. Luchini kam so zu seinem ersten Leinwandauftritt. Anschließend nahm er Schauspielunterricht bei Jean-Laurent Cochet, worauf er auch das Theater für sich entdeckte.
Im Jahr 1970 war Luchini in einer kleinen Nebenrolle in Claires Knie unter der Regie von Éric Rohmer zu sehen, der ihm 1978, als Luchini auch in Claude Chabrols Violette Nozière in einer Nebenrolle zum Einsatz kam, die Hauptrolle in Perceval le Gallois anvertraute. In den 1980er Jahren spielte Luchini in drei weiteren Filmen Rohmers: Die Frau des Fliegers oder Man kann nicht an nichts denken (1981), Vollmondnächte (1984) und Vier Abenteuer von Reinette und Mirabelle (1987). Für Vollmondnächte erhielt Luchini 1985 in der Kategorie Bester Nebendarsteller seine erste Nominierung für den César, den er schließlich 1994 für seine Rolle in Claude Lelouchs Filmdrama Alles für die Liebe (1993) gewinnen konnte. Eine weitere César-Nominierung erhielt er unter anderem auch 1995 für die Rolle des Anwalts Derville an der Seite von Gérard Depardieu und Fanny Ardant in der Balzac-Verfilmung Die Auferstehung des Colonel Chabert. Es folgten Hauptrollen, wie die Titelrolle in dem aufwändigen Kostümfilm Beaumarchais – Der Unverschämte (1996) von Édouard Molinaro, und gewichtige Nebenrollen, wie in Philippe de Brocas Abenteuerfilm Duell der Degen (1997) als intriganter Gegenspieler von Daniel Auteuil.
Über die Jahre trat Luchini – sowohl in klassischen als auch in zeitgenössischen Stücken – regelmäßig auch auf der Theaterbühne auf und war in der Folge mehrfach für den Molière, den wichtigsten französischen Theaterpreis, nominiert, den er jedoch erst im Jahr 2016 in Form eines Ehrenpreises erhielt. Auch mit Lesungen von Werken bedeutender Schriftsteller und Philosophen wie Baudelaire, La Fontaine, Hugo und Nietzsche stand er mehrfach auf der Bühne. Im Jahr 2009 ging er mit Le point sur Robert, einer humoristisch angelegten One-Man-Show über die großen Werke französischer Literatur, auf Tournee und erhielt dafür viel Kritikerlob.
Als tyrannischer Fabrikbesitzer war Luchini 2010 neben Gérard Depardieu und Catherine Deneuve in François Ozons erfolgreicher Filmkomödie Das Schmuckstück zu sehen, worauf eine Hauptrolle in Nur für Personal!, einem Überraschungserfolg von 2011, folgte. Mit Ozon arbeitete er anschließend für den Thriller In ihrem Haus (2012) erneut zusammen. Noch im selben Jahr war er als Julius Cäsar in Asterix & Obelix – Im Auftrag Ihrer Majestät zu sehen. 2015 spielte Luchini neben Sidse Babett Knudsen einen gnadenlosen Richter in L’hermine, wofür er bei den Internationalen Filmfestspielen von Venedig mit der Coppa Volpi ausgezeichnet wurde.
Im Sommer 2021 gastierte er beim Festival von Avignon mit seinem Programm Nietzsche et Baudelaire. Dieser Arbeit – Ankunft in Avignon, letzte Phase des Textstudiums, Reflexionen über die Kunst des Rezitierens – ist eine Dokumentation von Benoît Jacquot unter dem Titel Par cœurs gewidmet, in der parallel und in ähnlichem Aufbau auch Isabelle Hupperts damaliger Theaterauftritt in Avignon dokumentiert wird.
Luchini ist mit Emmanuelle Garassino liiert. Seine Tochter Emma Luchini (* 1979), die als Regisseurin ebenfalls im Filmgeschäft tätig ist, stammt aus einer langjährigen Beziehung mit der ehemaligen Journalistin und heutigen Theaterregisseurin Cathy Debeauvais.

## Filmografie (Auswahl)
- 1969: Tout peut arriver
- 1970: Claires Knie (Le genou de Claire)
- 1974: Unmoralische Geschichten (Contes immoraux)
- 1978: Violette Nozière
- 1978: Perceval le Gallois
- 1980: Fantomas (TV-Miniserie)
- 1981: Die Frau des Fliegers oder Man kann nicht an nichts denken (La femme de l’aviateur)
- 1984: Emmanuelle 4 (Emmanuelle IV)
- 1984: Vollmondnächte (Les nuits de la pleine lune)
- 1985: P.R.O.F.S... und die Penne steht Kopf (P.R.O.F.S.)
- 1986: Ehrbare Ganoven (Conseil de famille)
- 1986: Max mon amour
- 1986–1988: Série noire (TV-Reihe, zwei Folgen)
- 1987: Vier Abenteuer von Reinette und Mirabelle (Quatre aventures de Reinette et Mirabelle)
- 1988: Alle Vöglein sind schon da (Alouette, je te plumerai)
- 1990: Die Verschwiegene (La discrète)
- 1990: Uranus
- 1992: Casanovas Rückkehr (Le retour de Casanova)
- 1992: Kleine Fische, große Fische (Riens du tout)
- 1993: Der Baum, der Bürgermeister und die Mediathek oder Die 7 Zufälle (L’arbre, le maire et la médiathèque)
- 1993: Toxic Affair – Die Fesseln der Liebe (Toxic Affair)
- 1993: Alles für die Liebe (Tout ça … pour ça!)
- 1994: Die Auferstehung des Colonel Chabert (Le colonel Chabert)
- 1995: L’année Juliette
- 1996: Beaumarchais – Der Unverschämte (Beaumarchais l’insolent)
- 1996: Männer und Frauen – Eine Gebrauchsanweisung (Hommes, femmes, mode d’emploi)
- 1997: Un air si pur …
- 1997: Duell der Degen (Le bossu)
- 1999: Nur kein Skandal! (Pas de scandale)
- 1999: Rien sur Robert
- 2001: Barnie et ses petites contrariétés
- 2003: Le coût de la vie
- 2004: Intime Fremde (Confidences trop intimes)
- 2005: La cloche a sonné
- 2006: Jean Philippe
- 2007: Molière
- 2008: So ist Paris (Paris)
- 2008: Das Mädchen aus Monaco (La fille de Monaco)
- 2008: Musée haut, musée bas
- 2010: Les invités de mon père
- 2010: Das Schmuckstück (Potiche)
- 2011: Nur für Personal! (Les femmes du 6ème étage)
- 2012: In ihrem Haus (Dans la maison)
- 2012: Asterix & Obelix – Im Auftrag Ihrer Majestät (Astérix et Obélix : Au service de Sa Majesté)
- 2013: Molière auf dem Fahrrad (Alceste à bicyclette)
- 2014: Gemma Bovery – Ein Sommer mit Flaubert (Gemma Bovery)
- 2015: Un début prometteur
- 2015: L’hermine
- 2016: Die feine Gesellschaft (Ma loute)
- 2017: Call My Agent! (Dix pour cent) (TV-Serie, eine Folge)
- 2018: Das zweite Leben des Monsieur Alain (Un homme pressé)
- 2018: Vidocq – Herrscher der Unterwelt (L’empereur de Paris)
- 2019: Der geheime Roman des Monsieur Pick (Le mystère Henri Pick)
- 2019: Jeanne d’Arc (Jeanne)
- 2019: Alice oder Die Bescheidenheit (Alice et le maire)
- 2019: Das Beste kommt noch (Le meilleur reste à venir)
- 2022: Par cœurs (Dokumentarfilm)
- 2023: Mein fabelhaftes Verbrechen (Mon crime)
- 2023: Un homme heureux
- 2023: La petite
- 2023: Tapie (Miniserie)
- 2024: Das Imperium (L’Empire)
- 2024: Marcello Mio

## Theaterauftritte (Auswahl)
- 1978: Warten auf Godot (En attendant Godot) – Festival von Avignon
- 1979: Troilus und Cressida (The Historie of Troylus and Cresseida) – Théâtre Fontaine
- 1986–1988: Reise ans Ende der Nacht (Voyage au bout de la nuit) – Théâtre Renaud-Barrault, Studio des Champs-Elysées, Théâtre Montparnasse
- 1986: Le veilleur de nuit – Théâtre 13, Théâtre Montparnasse
- 1987: Le secret – Théâtre Montparnasse
- 1991: Die Jagdgesellschaft (La Société de chasse) – Théâtre de l’Atelier
- 1994: Kunst (« Art ») – Comédie des Champs-Élysées
- 1996: Ein schlichtes Herz (Un cœur simple) – Théâtre Paris-Villette
- 2002: Knock oder der Triumph der Medizin (Knock ou le triomphe de la médecine) – Théâtre de l’Athénée-Louis-Jouvet, Théâtre Antoine
- 2013–2014: Eine Stunde Ruhe (Une heure de tranquillité) – Théâtre Antoine
- 2014: Reise ans Ende der Nacht (Voyage au bout de la nuit) – Théâtre Antoine
- 2015–2017: Poésie? – unter anderem Théâtre des Mathurins, Théâtre Montparnasse

## Auszeichnungen (Auswahl)
César

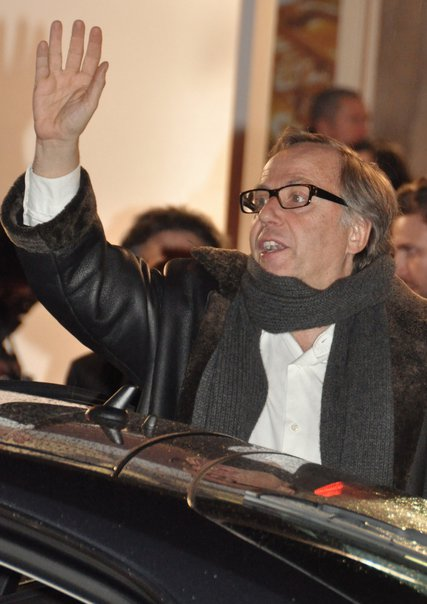
Luchini bei der César-Verleihung 2010

- 1985: Nominierung in der Kategorie Bester Nebendarsteller für Vollmondnächte
- 1991: Nominierung in der Kategorie Bester Hauptdarsteller für Die Verschwiegene
- 1993: Nominierung in der Kategorie Bester Nebendarsteller für Casanovas Rückkehr
- 1994: Auszeichnung in der Kategorie Bester Nebendarsteller für Alles für die Liebe
- 1995: Nominierung in der Kategorie Bester Nebendarsteller für Die Auferstehung des Colonel Chabert
- 1997: Nominierung in der Kategorie Bester Hauptdarsteller für Beaumarchais – Der Unverschämte
- 2008: Nominierung in der Kategorie Bester Nebendarsteller für Molière
- 2013: Nominierung in der Kategorie Bester Hauptdarsteller für In ihrem Haus
- 2014: Nominierung in der Kategorie Bester Hauptdarsteller für Molière auf dem Fahrrad
- 2016: Nominierung in der Kategorie Bester Hauptdarsteller für L’hermine
- 2017: Nominierung in der Kategorie Bester Hauptdarsteller für Die feine Gesellschaft

Europäischer Filmpreis
- 2013: Nominierung in der Kategorie Bester Darsteller für In ihrem Haus

Internationale Filmfestspiele von Venedig
- 2015: Coppa Volpi in der Kategorie Bester Darsteller für L’hermine

Internationales Filmfestival Moskau
- 2007: Silberner St. Georg in der Kategorie Bester Darsteller für Molière

Globe de cristal
- 2014: Nominierung in der Kategorie Bester Darsteller für Molière auf dem Fahrrad
- 2020: Nominierung in der Kategorie Bester Darsteller – Komödie für Der geheime Roman des Monsieur Pick

Molière
- 1987: Nominierung in der Kategorie Bester Nachwuchsdarsteller für Reise ans Ende der Nacht
- 1988: Nominierung in der Kategorie Bester Nebendarsteller für Le secret
- 1989: Nominierung in der Kategorie Bester Hauptdarsteller für Der Geizige
- 1995: Nominierung in der Kategorie Bester Hauptdarsteller für Kunst
- 2016: Ehrenpreis

Prix Jean Gabin
- 1991: Auszeichnung in der Kategorie Vielversprechendster Nachwuchsdarsteller

Prix Lumières
- 2016: Nominierung in der Kategorie Bester Darsteller für L’hermine
- 2020: Nominierung in der Kategorie Bester Darsteller für Alice et le maire

Weitere
- 1999: Chevalier de l’Ordre national du Mérite (Ritterkreuz des nationalen Verdienstordens)[6]
- 2013: Commandeur de l’Ordre des Arts et des Lettres (Komtur des Ordens der Künste und der Literatur)[7]

## Publikationen
- Comédie française – Ça a débuté comme ça … Éditions J’ai lu, Paris 2017, ISBN 978-2-290-13887-8.